# Montendre
Montendre is een gemeente in het Franse departement Charente-Maritime (regio Nouvelle-Aquitaine). De plaats maakt deel uit van het arrondissement Jonzac. Montendre telde op 1 januari 2022 3.226 inwoners.

## Geschiedenis
In de Gallo-Romeinse periode lag er een oppidum op een strategische gelegen, 114 meter hoge heuvel. Rond de negende eeuw werd er een houten kasteel gebouwd op deze zelfde heuvel, die de naam Colline du Château kreeg. Montendre werd voor het eerst vermeld in 1032, samen met de eerste heer van de plaats, Guillaume I de Montendre. Tegen de dertiende eeuw was Montendre een kleine, welvarende stad met twee marktplaatsen, een varkensmarkt ten noorden van de stad en een beestenmarkt ten zuiden. Het vroegere houten kasteel was in de twaalfde eeuw vervangen door een stenen burcht met een weermuur, een vierkanten donjon en verschillende ronde torens. Op een lagere heuvel ertegenover lagen de parochiekerk, het kerkhof en enkele windmolens.

### Honderdjarige Oorlog
Tijdens de Honderdjarige Oorlog was de stad afwisselend in handen van de Engelsen en de Fransen. De Engelse Zwarte Prins nam bezit van Montendre in 1365. Koning Karel V van Frankrijk nam de stad in en vertrouwde haar toe aan Jean II de Harpedanne, de seneschalk van Saintonge. Hij organiseerde er op 19 mei 1402 het gevecht van de zeven ridders (Combat des Sept Chevaliers). Dit rituele gevecht tussen zeven Franse en zeven Anglo-Aquitaanse ridders werd bezongen door Christine de Pizan. Het Engelse kamp kwam opnieuw in het bezit van Montendre maar de plaats werd definitief Frans in 1452, aan het einde van de oorlog, toen Jan II van Brosse de stad innam. Na de oorlog lagen de stad en de streek in puin. Er werden met gunstige pachtovereenkomsten kolonisten uit andere delen van Frankrijk aangetrokken om de lokale landbouw weer op gang te brengen.

### Protestanten
Het protestantisme kende in de zestiende eeuw veel aanhangers in de streek. François de La Rochefoucauld, baron van Montendre, was een van de protestantse leiders in Saintonge. Net zoals in Chardes en Vallet werd de kerk van Montendre geplunderd tijdens de Hugenotenoorlogen. Het Edict van Nantes (1598) stelde places de sûreté in voor de protestanten. In het kasteel van Montendre kwam er een garnizoen om de rechten van de protestanten te waarborgen. In de loop van de zeventiende eeuw werden de places de sûreté ontmanteld en in 1685 schafte het Edict van Fontainebleau de godsdienstvrijheid voor de protestanten af. Ondergronds bleven er wel protestanten in de stad.

### Achttiende tot twintigste eeuw
In de achttiende eeuw was Montendre een welvarend stadje met een donderdagmarkt en acht jaarmarkten. In 1750 werd er een gasthuis gesticht voor armen en zieken. In 1871 kreeg Montendre een treinstation. Er kwamen in de negentiende eeuw ook een nieuwe, grotere katholieke kerk (1812-1821), een protestantse kerk (1823) en een markthal (1863). De plaatselijke klei werd ontgonnen om bakstenen, dakpannen en faience te fabriceren. 
In 1940, aan het begin van de Tweede Wereldoorlog, werd in de gemeente een vluchtelingenkamp ingericht, het Camp des Chaumes. Hier werden vluchtelingen uit het oosten van Frankrijk opgevangen. Na een tijd kwamen in hun plaats Spaanse vluchtelingen. Het Camp des Chaumes werd een bewaakt werkkamp en de Spanjaarden werden onder andere ingezet voor het aanleggen van het Duits militair vliegveld van Bussac-Forêt. Na de bevrijding werden er Duitse krijgsgevangenen opgesloten. Het kamp sloot pas in 1947.
Tijdens de Trente Glorieuses, de drie decennia na de oorlog, kende de gemeente een sterke groei. Er werd toeristische infrastructuur aangelegd (zwembad, kunstmeer Lac Baron-Desqueyroux, vakantiedorp en camping) en voor de groeiende bevolking werden nieuwe scholen en nieuwe H.L.M.-wijken gebouwd (Grand Pré, La Rivière, Cité des Chaumes). In 1973 werden de gemeenten Chardes en Vallet bij Montendre gevoegd. Ze kregen het statuut van commune associée. Tussen 1980 en 1999 sloten alle steenbakkerijen in Montendre.

## Geografie
De oppervlakte van Montendre bedroeg op 1 januari 2022 25,06 vierkante kilometer; de bevolkingsdichtheid was toen 128,7 inwoners per km².
De onderstaande kaart toont de ligging van Montendre met de belangrijkste infrastructuur en aangrenzende gemeenten.

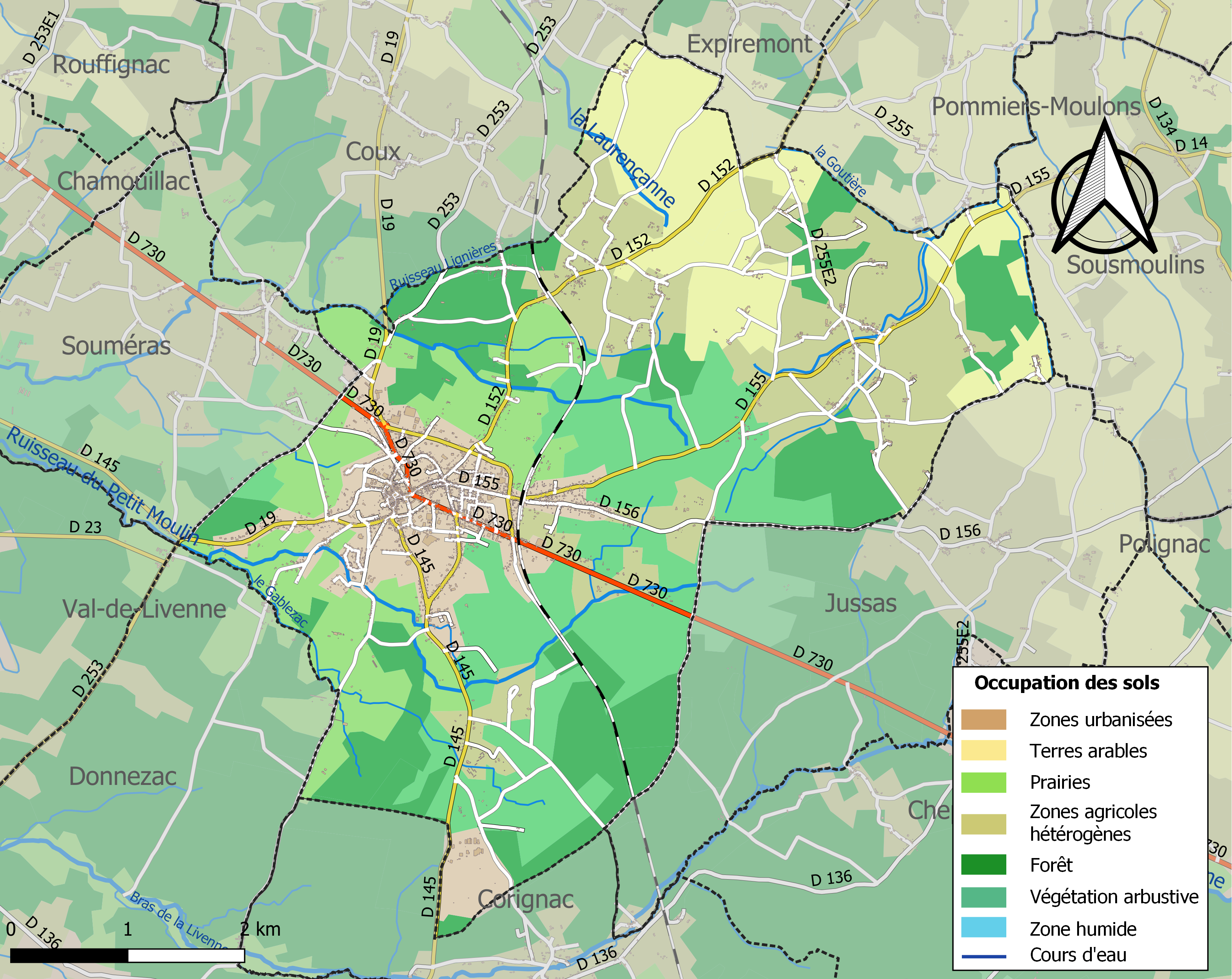

## Verkeer en vervoer
In de gemeente ligt spoorwegstation Montendre. De autoweg D730 loopt door de gemeente. Deze weg sluit ten westen aan op de A10 en ten oosten op de N10.

## Demografie
Onderstaande figuur toont het verloop van het inwonertal (bron: INSEE-tellingen).

## Bezienswaardigheden
Van het kasteel van Montendre resten een ronde en een vierkanten toren, een stuk van de weermuur, een zaal en de kelders. Van het woongedeelte uit 1773 (Logis des La Rochefoucauld) resten enkel de fundamenten. In het kasteel is een streekmuseum ingericht. Het Musée d'art et de traditions populaires toont het volksleven van Saintonge. De kerk Saint-Pierre van Sontenge en de protestantse kerk zijn negentiende-eeuws. De kerken Saint-Pierre van Chardes en Saint-Babylas van Vallet zijn grotendeels zeventiende-eeuws.

### Afbeeldingen

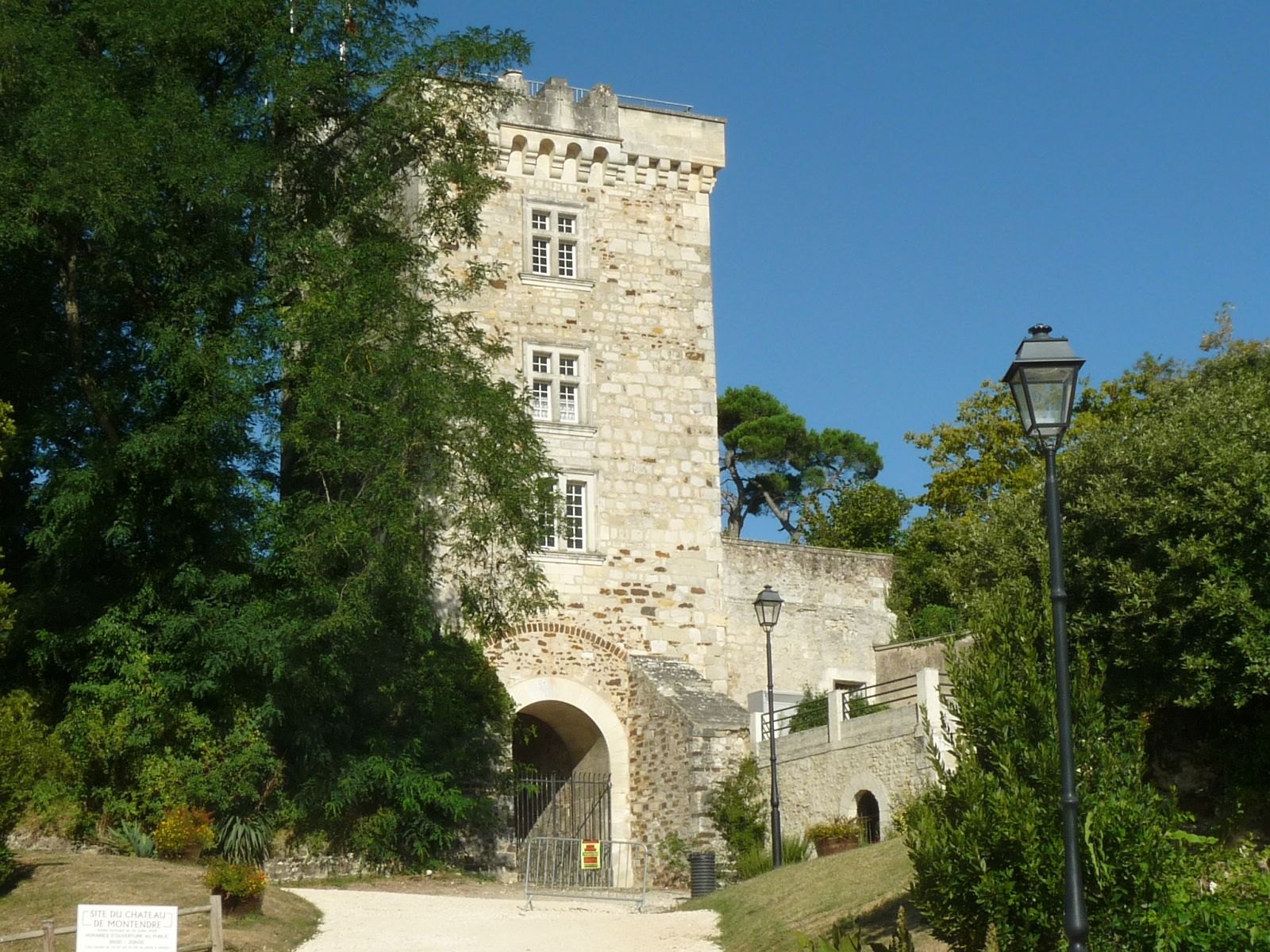
Kasteel van Montendre
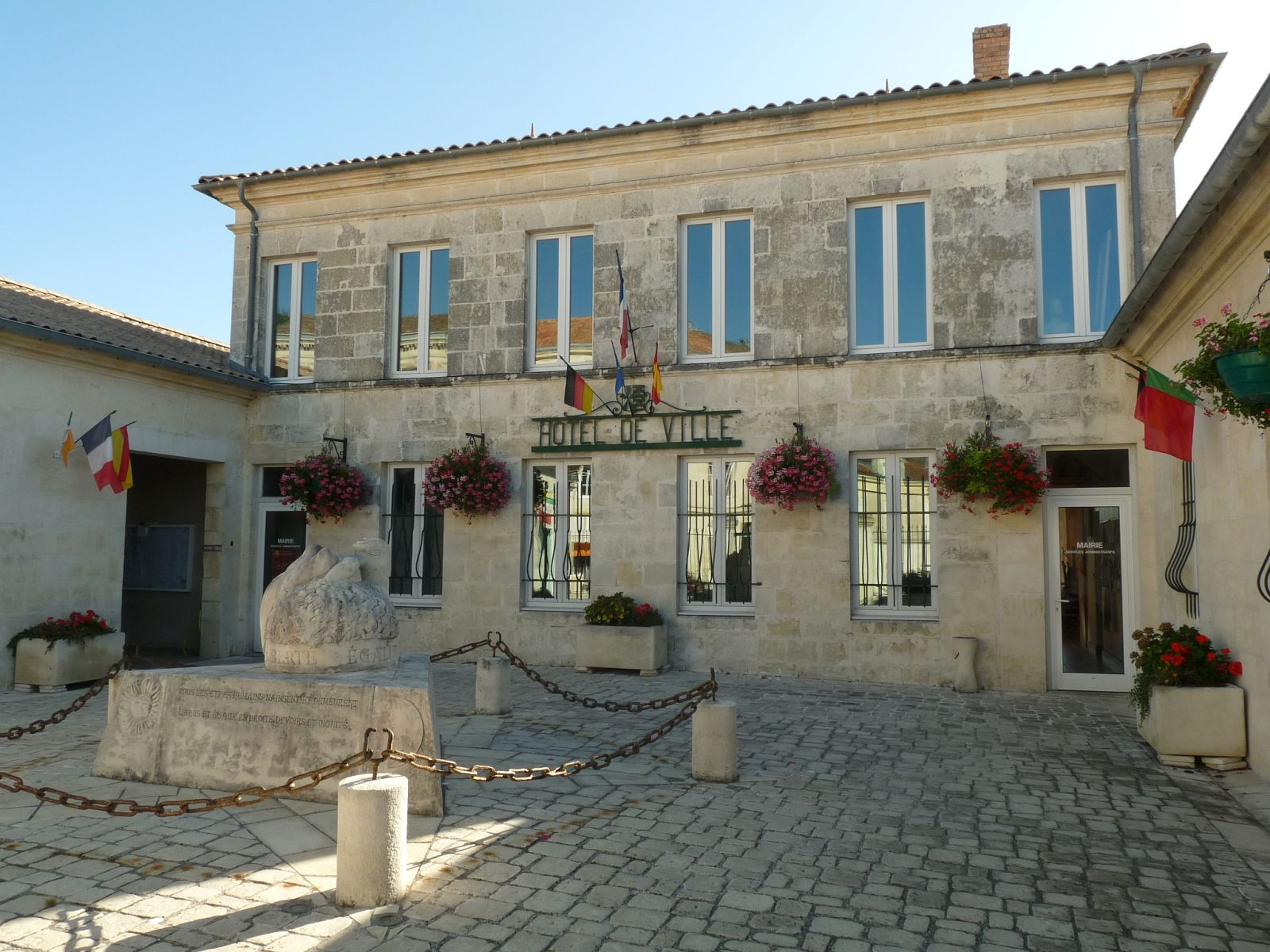
Gemeentehuis
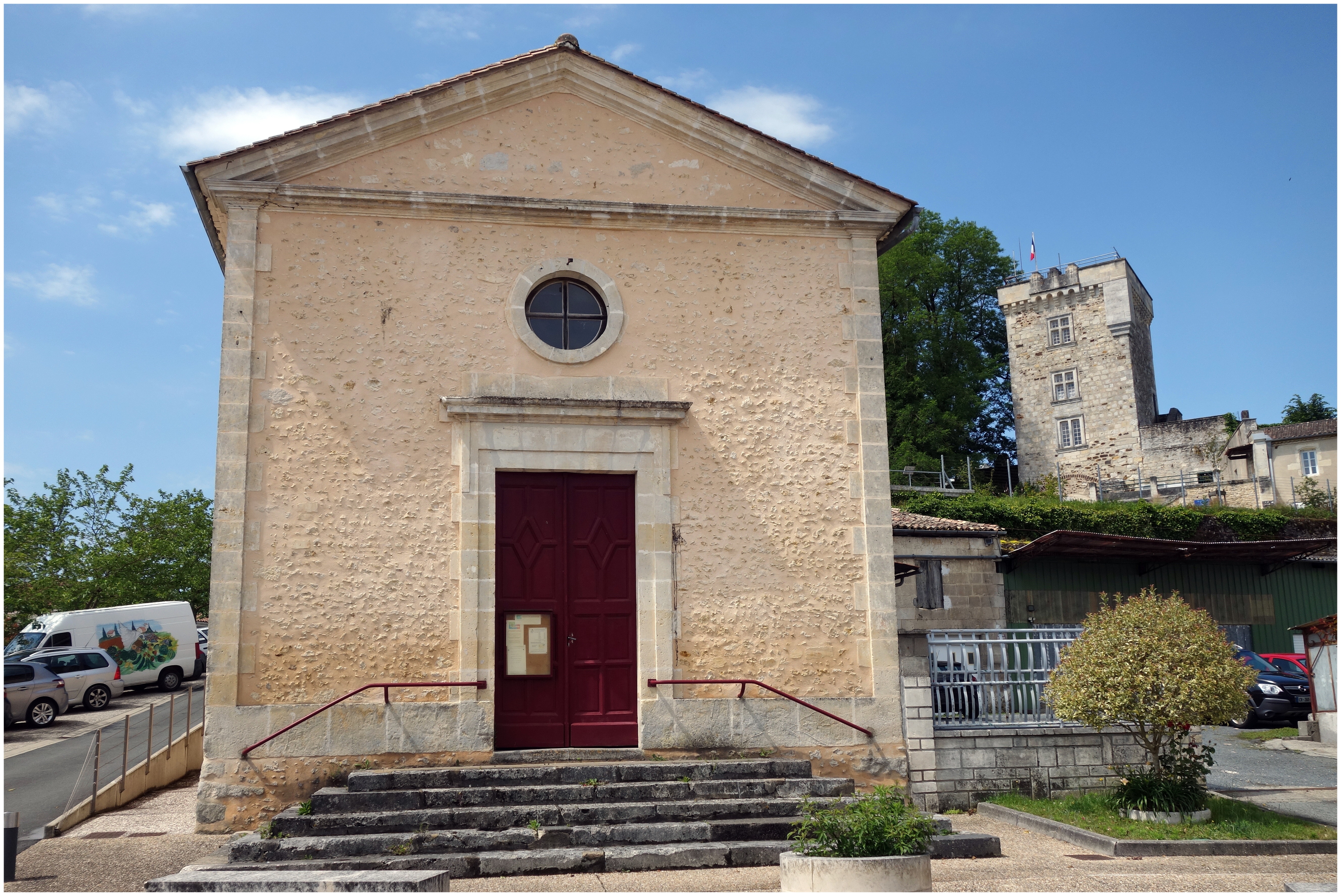
Protestantse kerk
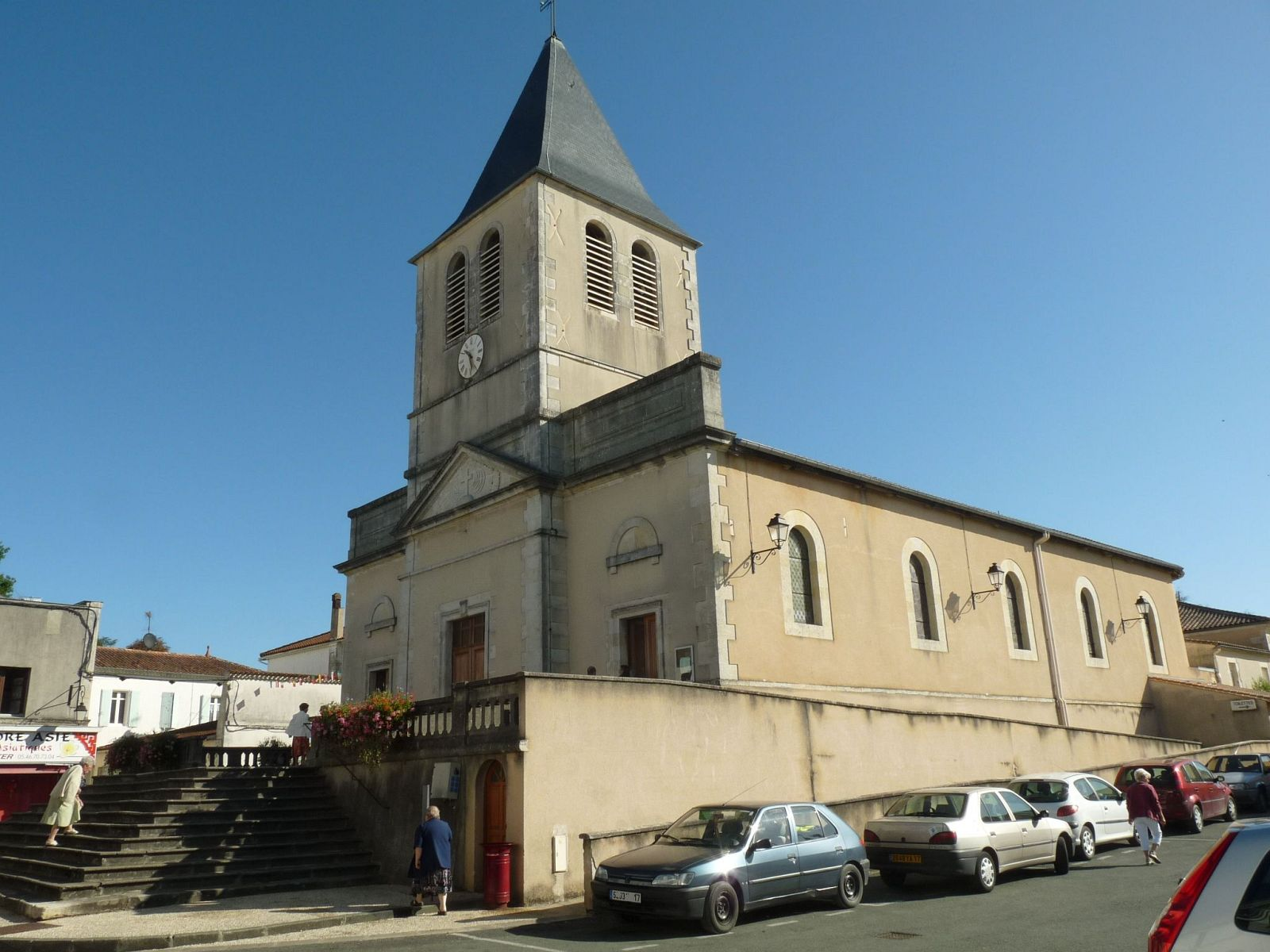
Kerk Saint-Pierre van Montendre
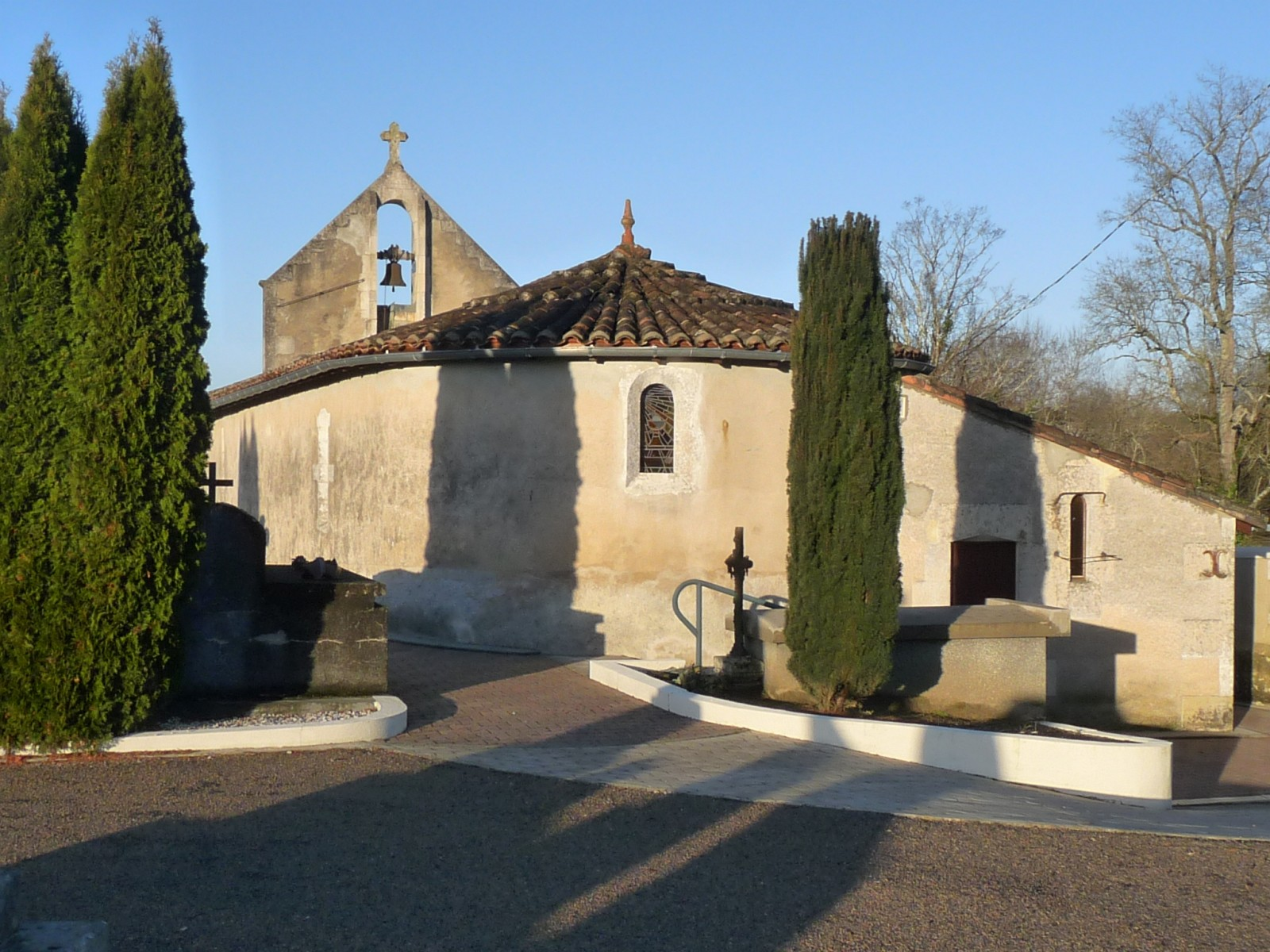
Kerk Saint-Pierre van Chardes
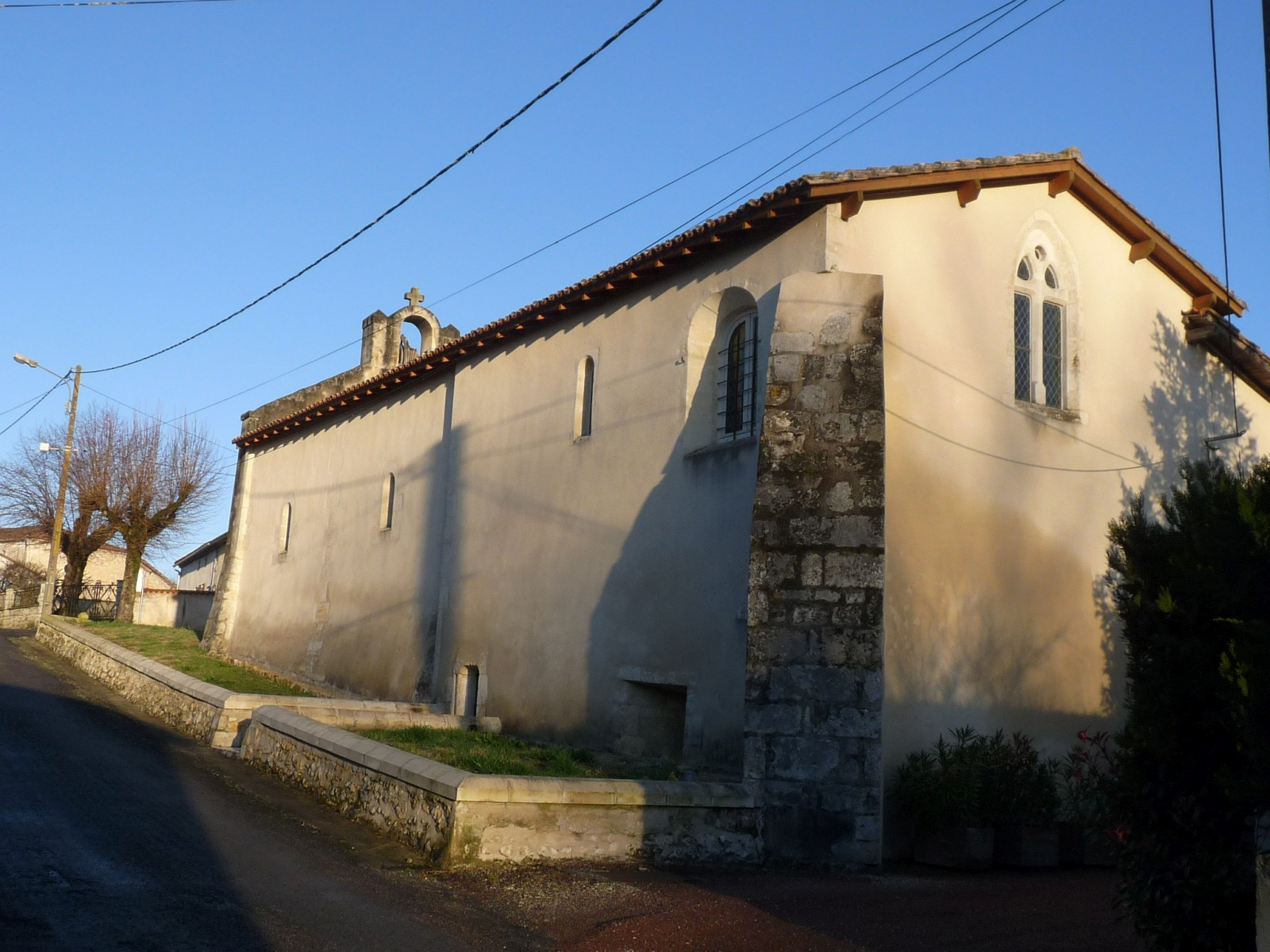
Kerk Saint-Babylas van Vallet